# 干岭 (肯塔基州)
干岭（英語：Dry Ridge），是美国肯塔基州的一座城市。面积约为11.9平方公里（4.6平方英里）。根据2010年美国人口普查，该市的人口为2,191人。